# Inibidor da ribonuclease
Inibidor da ribonuclease (abreviado na literatura como RI, do inglês ribonuclease inhibitor) é uma proteína constituída por repetição rica em leucina, grande (~450 resíduos, ~49 kDa), ácida (pI ~4.7), que forma complexos extremamente  estreitos com certas ribonucleases. É uma proteína celular principal, compreendendo ~0.1% de toda proteína celular por peso, e parece desempenhrar um papel importante na regulação do tempo de vida do RNA.